# Limitless (film)
Limitless è un film del 2011 diretto da Neil Burger.
Il soggetto si basa sul romanzo Territori oscuri (The Dark Fields) del 2001 di Alan Glynn, e tratta dell'effetto sconvolgente che ha una misteriosa e potentissima droga in grado di aumentare la potenza del proprio cervello sulla vita di un umano
Nel 2015 e 2016 è stata prodotta una serie televisiva omonima basata sul film.

## Trama
Eddie Morra è un giovane aspirante scrittore italo-statunitense che sta attraversando un periodo particolarmente difficile: non è riuscito a scrivere nemmeno una parola del libro che ha in progetto ed è stato abbandonato dalla fidanzata, con la quale stava dopo aver divorziato. Il casuale incontro con l'ex cognato Vernon Grant è però destinato a cambiargli la vita. Grant gli propone di provare un farmaco sperimentale nootropo chiamato NZT-48, in grado di migliorare le capacità cognitive. Dopo l'iniziale scetticismo, Eddie decide di assumere una pillola. L'effetto è sorprendente: Eddie scopre di sapere cose che non ricordava di aver appreso, memorizza e mette in pratica all'istante tutto ciò che sente, ha successo con le donne, ritrova energia e ispirazione, trasforma la marea di insulti della moglie del suo padrone di casa in una discussione stimolante sulla sua tesi di giurisprudenza, dandole consigli e aiutandola a finirla in soli 45 minuti, mentre hanno un rapporto sessuale nel restante tempo che passano insieme. Riesce poi a scrivere metà del suo libro in poche ore, dopo aver pulito e riordinato da cima a fondo la casa.
Il mattino seguente però l'effetto miracoloso svanisce, così Eddie contatta Vernon per avere altre pillole. In poco tempo, però, il protagonista capisce che l'NZT più che un farmaco in sperimentazione è una droga che crea dipendenza e che Vernon è in pericolo perché anche altre persone vogliono entrare in possesso del farmaco. Eddie si presta a svolgere delle commissioni per Vernon, in modo che lui lo ripaghi con le pillole. Quando Eddie torna da Vernon per consegnargli la colazione, scopre la casa a soqquadro e trova il cadavere di Vernon, ucciso con un'arma da fuoco. Dopo aver chiamato la polizia, capisce che forse nell'appartamento ci sono ancora delle pillole e, prima di andarsene, le cerca, le trova e se le nasconde addosso. Nei giorni seguenti continua ad assumerle e rimette velocemente in sesto la sua vita: completa il libro in quattro giorni, in tre giorni impara a suonare il pianoforte, impara perfettamente diverse lingue solo ascoltando le persone parlarle, batte a mani nude una mezza dozzina di uomini che volevano aggredirlo ricordando mosse viste nei film e nei programmi televisivi, riconquista la fidanzata e si lancia nella finanza, mondo nel quale intravede la possibilità di grandi guadagni, passando da 12.000 dollari a 2 milioni in 10 giorni. Poiché la scorta di pillole presa da Vernon sta per terminare, Eddie decide di finanziare la produzione del farmaco in proprio attraverso un laboratorio. Non avendo soldi a sufficienza, li chiede in prestito a un mafioso russo che per caso assume una pillola caduta a Eddie.
Dopo un incontro nel quale ha sbalordito il nº 1 di Wall Street Carl Van Loon, Eddie trascorre diverse ore parzialmente incosciente e, a causa dell'assunzione di un'eccessiva quantità di pillole, cade in uno stato di iperattività che gli causa dei grandi buchi di memoria, portandolo a non ricordare ciò che ha fatto nelle ultime ore. Il giorno seguente decide di astenersi dalla pillola quotidiana e, oltre a perdere brillantezza, ha una vera e propria crisi di astinenza. L'incontro con l'ex moglie, prematuramente invecchiata e dall'aspetto visibilmente trascurato, gli rivela che anche lei faceva uso dell'NZT. La donna gli conferma che interrompere bruscamente l'assunzione può portare anche alla morte e a effetti collaterali che oscurerebbero le indubbie potenzialità del farmaco e che quindi, come per tutte le droghe, bisogna disintossicarsene lentamente, diminuendo gradualmente le dosi. Nel frattempo però Eddie ha alle calcagna il mafioso russo, che ha scoperto la potenzialità delle pillole miracolose e le vuole per sé. La vicenda si complica quando un uomo minaccioso, che lo pedina da tempo, mette in pericolo anche la vita della fidanzata, che si salva solo grazie all'assunzione di una pillola di NZT. Eddie viene anche accusato di aver ucciso inconsapevolmente una famosa modella in un albergo mentre si trovava nello stato di trance dato dall'eccesso di droga, per cui deve ricorrere al miglior avvocato sulla piazza per poterne uscire pulito e senza scandali (salvo poi scoprire, dalle immagini di sorveglianza che, probabilmente, il vero assassino della ragazza è l'uomo che lo pedina). È proprio l'avvocato a metterlo in crisi, sottraendogli le pillole rimaste: in realtà egli lavora per Hank Atwood, l'uomo d'affari con il quale Van Loon sta chiudendo una fusione con la consulenza di Morra. La firma salta proprio perché Atwood, che in pochissimo tempo ha costruito un impero dal nulla, finisce in ospedale in coma. Di fatto è in astinenza da NZT e il personaggio misterioso che pedinava Eddie era un suo scagnozzo in cerca di pillole.
Ormai distrutto, Eddie si rifugia nel suo nuovo appartamento blindato, dove il mafioso russo sta arrivando con due sicari per rapirlo. Dopo aver brevemente preso in considerazione l'idea del suicidio, abbandonata a favore della speranza di trovare un'ultima pillola in qualche nascondiglio, con la sua astuzia riesce ad accoltellare a morte il russo e a berne il sangue: avendo assunto così l'NZT che il mafioso si era iniettato poco prima tramite una siringa, Eddie riesce a far fuori anche gli altri due delinquenti. Dopo di ciò, va a casa del viscido avvocato a recuperare le pillole che questi aveva rubato e tenuto per sé, aiutato dello scagnozzo di Hatwood, al quale ha rivelato come il suo datore di lavoro fosse morto per colpa dell'avvocato.
Un anno dopo Eddie Morra è nel pieno di una trionfale campagna elettorale per un seggio al Senato. Carl Van Loon va a trovarlo, svelandogli che non solo conosce il segreto del suo successo, ma che ha rilevato l'azienda che produce l'NZT e ha anche fatto chiudere il laboratorio da lui finanziato per riuscire a produrre il "farmaco" in proprio. Van Loon è convinto di poter così ricattare il futuro senatore per assoggettarlo ai propri interessi, ma Eddie gli svela di aver portato avanti personalmente altre ricerche sull'NZT, che gli hanno permesso di renderlo più efficace e privo di effetti collaterali, e di essere riuscito a disintossicarsi mantenendo tutte le nuove connessioni e sinapsi che si erano create assumendo il farmaco. Eddie dà un'eloquente prova di ciò riuscendo a prevedere un incidente stradale alcuni secondi prima che effettivamente avvenga e diagnosticando un problema cardiaco a Van Loon solo attraverso il tatto. Il protagonista è quindi libero dagli effetti negativi dell'NZT, conservando solo quelli positivi, e pronto a fare carriera. Alla scalata sociale corrisponde il successo nella vita privata: Eddie ha ritrovato definitivamente l'amore della fidanzata che, ormai pienamente consapevole dell'origine di certe fortune, si diverte nell'osservarlo innestare la sua "marcia in più".

## Produzione
La trama del film è tratta dal romanzo Territori oscuri (The Dark Fields) del 2001 scritto da Alan Glynn.

### Cast
Per il ruolo del protagonista Eddie Morra era stato originariamente ingaggiato l'attore Shia LaBeouf, che ha però dovuto rinunciare al progetto dopo essere rimasto vittima, nel corso dell'estate 2008, di un incidente stradale che gli ha provocato gravi lesioni alla mano, venendo sostituito nel mese di novembre 2009 da Bradley Cooper. Robert De Niro si è unito al cast nel mese di marzo 2010, per interpretare il ruolo di Carl Van Loon. Nel corso dello stesso mese è stata ingaggiata anche l'attrice australiana Abbie Cornish per interpretare Lindy, la fidanzata del protagonista. La fase di casting si è conclusa ad aprile, con l'ingresso di Anna Friel, che ha interpretato l'ex moglie di Eddie.

### Riprese
Le riprese sono iniziate nel mese di marzo 2010 e si sono svolte prevalentemente a New York. Alcune scene sono state girate anche a Filadelfia e nelle città messicane di Punta de Mita e Puerto Vallarta. Il budget utilizzato è stato di circa 27 milioni di dollari.

## Promozione
Il primo trailer ufficiale è stato diffuso insieme al primo poster ufficiale dal 16 dicembre 2010, preceduto pochi giorni prima da un video virale in cui Bradley Cooper presenta la "magica" pillola al centro delle vicende del film.

## Distribuzione
Negli Stati Uniti d'America il film è stato distribuito nelle sale cinematografiche dal 18 marzo 2011 a cura della Relativity Media. In Italia è stato distribuito dalla Eagle Pictures dal 15 aprile 2011.

## Accoglienza

### Incassi
Il film, costato 27 milioni di dollari, ha incassato circa 79 milioni di dollari negli Stati Uniti e circa 161 milioni di dollari in tutto il mondo.

### Critica
Roger Ebert del Chicago Sun-Times l'ha giudicato non un granché, ma con una premessa intrigante, apprezzando come Bradley Cooper abbia interpretato le due versioni del protagonista Eddie Morra. USA Today l'ha definito «un thriller fantasy sorprendentemente spiritoso», elogiando il regista Neil Burger. «Un thriller paranoico mescolato alla fanta-neuroscienza, inaspettatamente spiritoso» è stato il giudizio del New York Times. Il Washington Post ha trovato il film molto coinvolgente, essendo facile per lo spettatore immedesimarsi nel protagonista grazie all'ottimo lavoro del regista. Entertainment Weekly l'ha definito un thriller stravagante e divertente che porta a riflettere sul nostro mondo, sommerso da antidepressivi e ironicamente a chiedersi se Limitless abbia anticipato il prossimo passo delle compagnie farmaceutiche.

## Riconoscimenti
- 2012 – Saturn Award
  - Candidatura Miglior film di fantascienza
- 2012 – People's Choice Awards
  - Candidatura Miglior film drammatico
- 2011 – Scream Award
  - Miglior thriller
- 2011 – Teen Choice Awards
  - Candidatura Miglior film drammatico
  - Candidatura Miglior attore in un film drammatico a Bradley Cooper
- 2012 – ASCAP Award
  - Top Box Office Films a Paul Leonard-Morgan
- 2012 – Golden Trailer Awards'
  - Candidatura Miglior grafico di uno spot TV
- 2012 - Guild of Music Supervisors Awards
  - Candidatura Miglior supervisione della colonna sonora per un film con un budget superiore ai 20 milioni di dollari a Season Kent
- 2012 – Online Film & Television Association
  - Candidatura Migliore sequenza dei titoli
- 2011 – World Soundtrack Awards
  - Candidatura Scoperta dell'anno a Paul Leonard-Morgan

## Sequel
Nel 2015 è stato prodotto per la CBS un sequel televisivo: Limitless in cui Morra (sempre interpretato da Bradley Cooper) è un personaggio ambiguo e ricorrente, ma secondario di fronte al nuovo protagonista della serie.